# Dickens (Iowa)
Dickens – miasto w Stanach Zjednoczonych, w stanie Iowa, w hrabstwie Clay. W 2000 liczyło 202 mieszkańców.